# Filmowa Stolica Lata
Filmowa Stolica Lata – coroczna impreza plenerowa w Warszawie, w ramach której organizowane są bezpłatne pokazy filmów w plenerze. W 2012 roku, gdy impreza odbyła się po raz siódmy, udział w niej wzięło 50 tysięcy widzów.
W 2013 pokazy odbywają się w następujących lokalizacjach:
- Pole Mokotowskie
- Amfiteatr Bemowo
- Park Skaryszewski im. Ignacego Jana Paderewskiego
- Kopa Cwila
- Park Henrykowski
- Stadion RKS Okęcie
- Kępa Potocka
- Górka przy ul. Strażackiej
- Park Bródnowski
- Centrum Nauki Kopernik w Warszawie
- Ogród Saski